# 김해 구산동 마애여래좌상
김해 구산동 마애여래좌상(金海 龜山洞 磨涯如來坐像)은 대한민국 경상남도 김해시 구산동에 있는 마애불이다.
1979년 12월 29일 경상남도의 유형문화재 제186호 구산동 마애불으로 지정되었다가, 2018년 12월 20일 현재의 명칭으로 변경되었다.

## 개요
이 불상은 암벽의 한면을 평평하게 다듬어 선각한 것으로 두광과 신광을 갖추고 연화좌 위에 결가부좌 하였다. 머리에는 육계가 솟아 있으며 갸름한 얼굴에는 눈, 코, 입 등이 얕게 새겨졌다. 신체는 어깨가 넓고 무릎의 폭이 안정되어 강건한 느낌을 주는데 오른손은 가슴위로 들어올리고 왼손은 왼쪽무릎에 대고 있어 아미타불로 생각된 U자형으로 넓게 터진 통견의 법의에는 비스듬히 승각기로 표현되었으며, 팔 위에 걸쳐 몇가닥의 옷주름이 선각되었다. 앙련과 복련의 연화대좌도 단판의 연꽃을 간단하게 선각처리 하였다. 선각으로 처리한 수법이나 조각수법으로 보아 고려의 작품으로 추정된다.

## 참고 문헌
- 김해 구산동 마애여래좌상 - 국가유산청 국가유산포털